# CN-235運輸機
CN-235運輸機為輕型中程雙渦漿引擎戰術運輸機，現由位于西班牙境内的空中巴士國防航天公司制造，土耳其空軍為其最大用戶。

## 型號
CN235-10
装载GE CT7-7A发动机的最初量产型。（每次制造15架）
CN235-100/110
在10系列的基础上改装了GE CT7-9C发动机，改善了电气系统和警告、环境系统。从1988年生产的第31架开始转为此系列。在西班牙设计的是100系列，在印度尼西亚设计的是110系列。
CN235-200/220
改良型。为满足较重的作业重量而做了结构加强。在空气动力学方面改善了主翼的前缘和方向舵。最大有效载荷状态下的着陆距离减小，巡航距离延长。在西班牙设计的是200系列，在印度尼西亚设计的是220系列。
CN235-300
200/220系列的CASA修改型，采用了霍尼韦尔公司的一套航空电子设备。改善了加压，为准备多轮化添加了可选的前轮。
CN235-330 Phoenix
在澳大利亚空军计划对战术运输机的采购中有关于200/220系列改良型的提案。包括IPTN对霍尼韦尔公司航空电子设备的更新、ARL-2002 EW系统，将最大离陆重量上升到16.800千克（37.037磅）等。由于财政问题在1998年被取消。
CN235 MPA
海上巡逻机。追加了6个硬件点，可裝備海殺手反艦飛彈、Mk 46型魚雷與Mk 54型魚雷。。
HC-144 Ocean Sentry
为替代HU-25守护者而为美国海岸警卫队设计的搜救型。它是基于300MP型设计的。已订购8架，计划购买32架。
AC-235
约旦空军引进的炮艇机型。机体左侧装备M230鏈炮，在舷两侧追加了可以携带AGM-114地獄火飛彈和火蛇70火箭舱的吊架。

## 規格
参考资料：Airbus Military
基本信息
- 机组：兩名, 駕駛員及副駕駛
- 容量：51名乘客，或35名傘兵，或18名擔架傷員，或4個HCU-6/E托盤（包括在舷梯上的1個）最大 6,000 kg (13,100 lb)
- 長度：21.40米（70英尺3英寸）
- 翼展：25.81米（84英尺8英寸）
- 高度：8.18米（26英尺10英寸）
- 机翼面积：59.10平方（636.1平方英尺）
- 展弦比：11.27:1
- 翼型：NACA 653-218
- 空重：9,800（21,605英磅）
- 最大起飛重量：16,100（35,494英磅）
- 发动机：2台奇異公司 CT7-9C3渦輪螺旋槳發動機，每台1,305 kW (1,750 hp)(take-off)
- 螺旋桨：4桨叶Hamilton Sundstrand 14RF Propeller

性能
- 巡航速度：450每小時（280英里每小時；243節）at 4,575 m (15,000 ft)
- 失速速度：156每小時（97英里每小時；84節）(flaps down)
- 航程：4,355（2,706英里；2,352海里）
- 升限：7,620（25,000英尺）
- 爬升率：7.8每秒（1,540英尺每分鐘）

## 使用國

### 軍事用途/現役

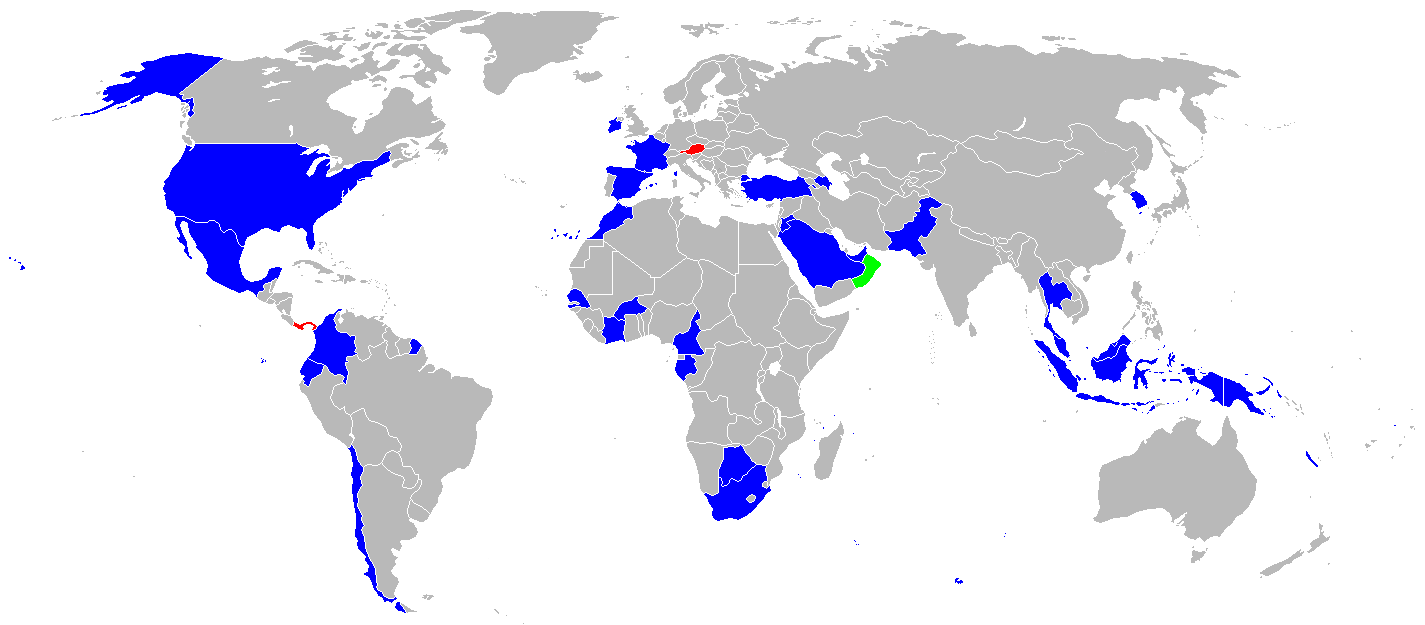
CN-235使用國:
軍方使用
政府機關使用
除役

- 波札那空軍（英语：Botswana Defence Force Air Wing）：2架[7][8]。

- 汶萊皇家空軍（英语：Royal Brunei Air Force）：1架[7][9]。

 布吉納法索
- 布吉納法索空軍（英语：Burkina Faso Armed Forces）：1架[9]。

 喀麦隆
- 喀麥隆空軍（英语：Cameroon Air Force）：2012年6月訂購1架[10]於2013年7月交付[11]。

 智利
- 智利陸軍（英语：Chilean Army）：3架[12]。

 哥伦比亚
- 哥倫比亞空軍（英语：Colombian Air Force）和哥倫比亞海軍（英语：Colombian Navy）：總共4架[7][13]。

- 厄瓜多陸軍（英语：Ecuadorian Army）[來源請求]和厄瓜多海軍（英语：Ecuadorian Navy）：共4架[7][13]。

 法國
- 法國空軍：27架[7][14]。

 加彭
- 加彭空軍（英语：Gabonese Air Force）：1架[7]。

 印度尼西亞
- 印尼空軍和印尼海軍：使用CN-235MPA[15]，總共10架（2015年8月）[7]。

 爱尔兰
- 愛爾蘭空軍：2架CN235-100作为海上巡逻机。1994年交付[16]。

 约旦
- 約旦皇家空軍：2架自土耳其空軍取得。

 马来西亚
- 馬來西亞皇家空軍：8架[7][17]。

 墨西哥
- 墨西哥海軍：8架CN235-300MPA[7] 前2架2010年9月交付[18][19]。

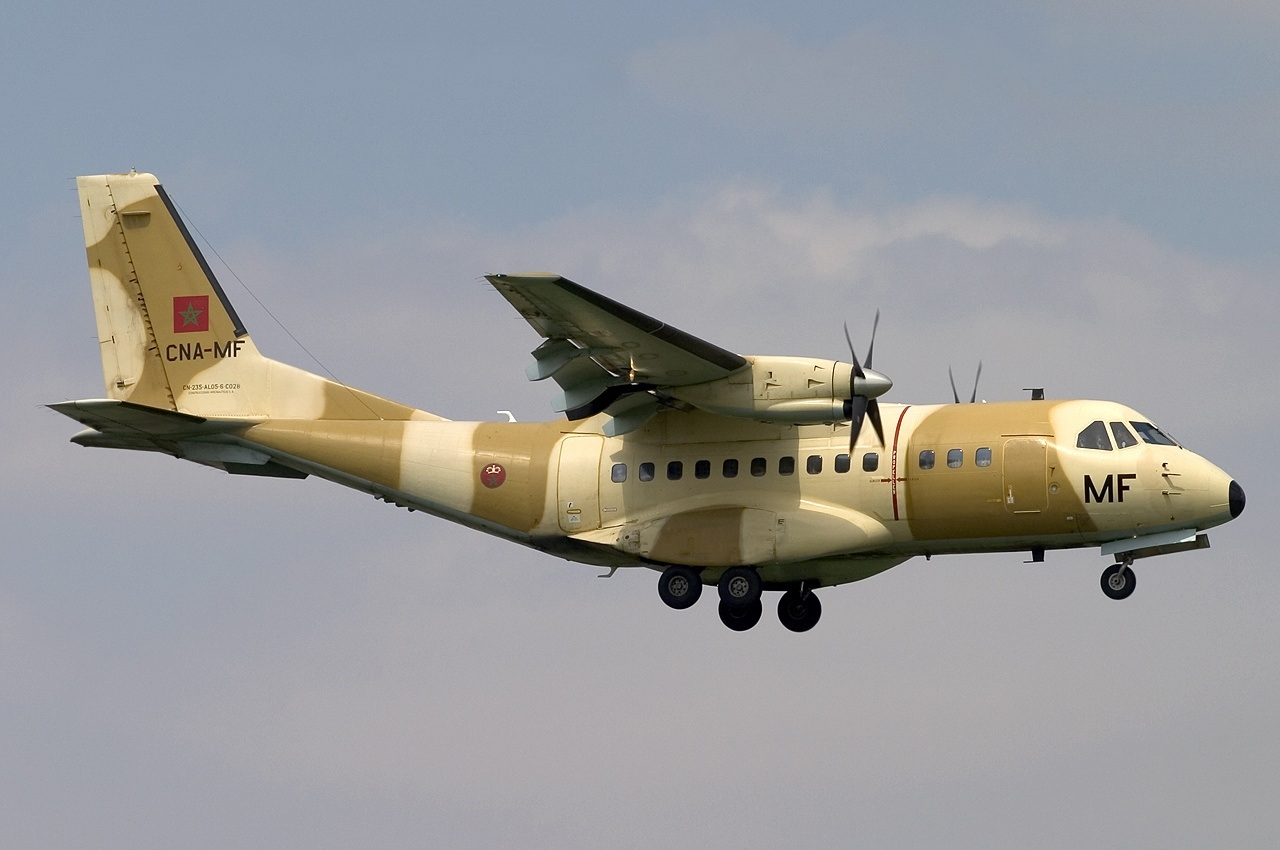
摩洛哥皇家空軍的一架CN-235-100M

 摩洛哥
- 摩洛哥皇家空軍：5架[7][17]。

 尼泊尔
- 尼泊爾陸軍航空（英语：Nepalese Army Air Service）：2017年6月16日訂購1架CN235-220。[20]。

 巴基斯坦
- 巴基斯坦空軍：4架[7][21]。

- 巴布亞紐幾內亞空軍（英语：Papua New Guinea Defence Force）：1架[7][22]。

 大韓民國
- 大韓民國空軍：20架，12西班牙CASA建造12架，而印尼IPTN建造8架[7][23]；其中一架為總統行政專機。
- 大韓民國海洋警察廳：4架[7]。

 塞内加尔
- 塞內加爾空軍（英语：Senegalese Air Force）：2架[7][24][25]。

 西班牙
- 西班牙空軍：18架[7][26]。
- 西班牙國民警衛隊：5 架[7]。

 泰國
- 泰國皇家空軍：3架[7]。

 土耳其
- 土耳其陸軍[27]、土耳其空軍[28]和土耳其海军[28]：59架[7]。

 阿联酋
- 阿拉伯聯合大公國空軍（英语：United Arab Emirates Air Force）：6架[7]。

 美国
- 美国空军：13架[7][29]。

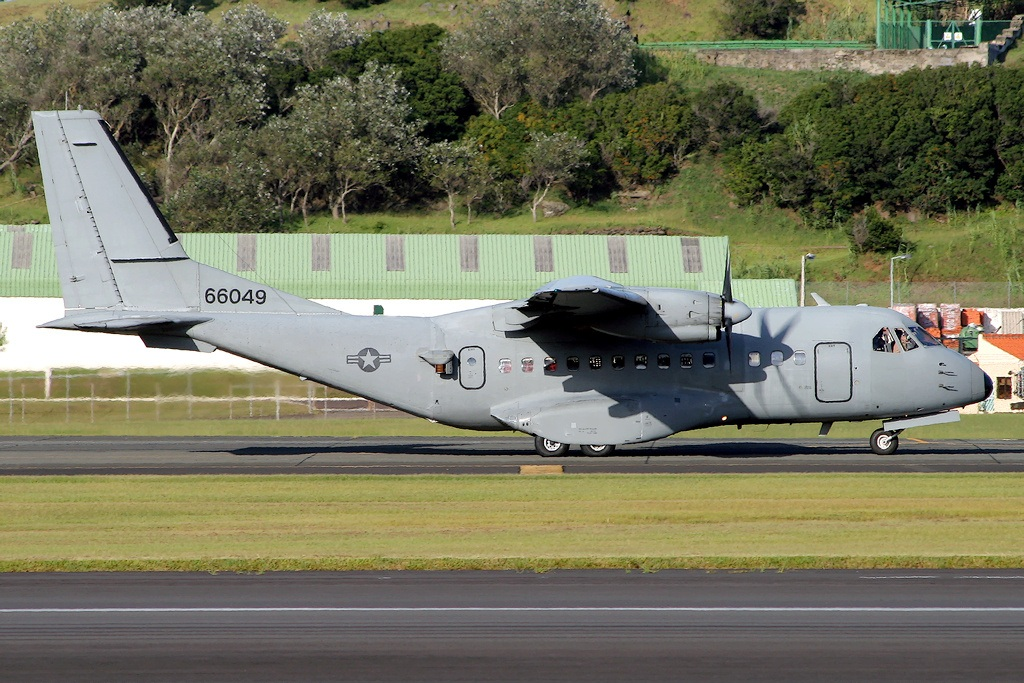
美国空军的CN-235-100M QC

- 美国海岸警卫队：18架HC-144海洋哨兵。

### 軍事用途/除役
奥地利
- 奧地利空軍

 博普塔茨瓦纳
- 博普塔茨瓦纳空军 - 1架，并入南非空军[23]

 巴拿马
- 巴拿马国民警卫队 （至1995年）[23]

 南非
- 南非空軍 - 1架从博普塔茨空军取得，2012年7月退役[來源請求]

 葉門
- 葉門空軍 [30] - 1架（CN-235-300），该类型飞机的唯一一架，注册号2211, 出厂编号168988，轴号188，毁于2015年3月25日沙特空袭。[31][32]

### 政府和辅助用途
阿曼

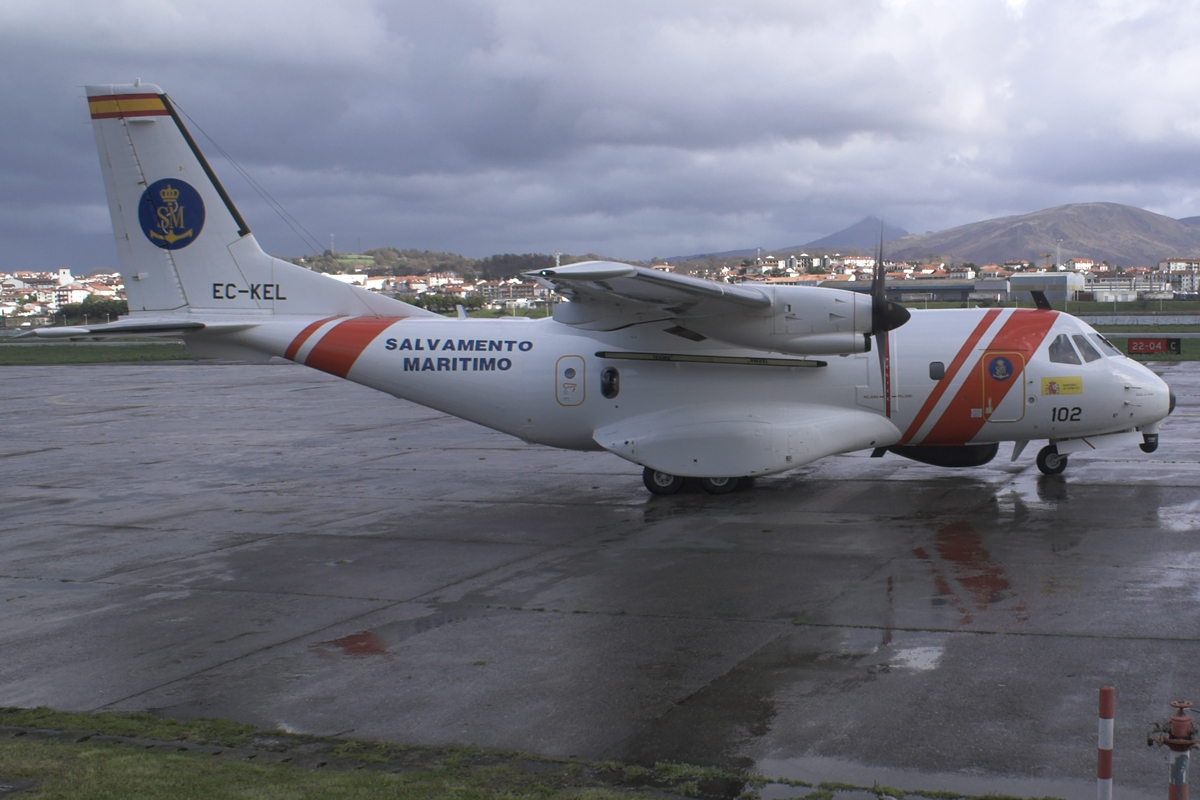
西班牙海事安全局的一架CASA CN-235-300 MPA

- 阿曼皇家警察 - 2架（CN-235-M100）

 西班牙
- 西班牙海事安全局 (Spanish Maritime Safety Agency) - 3架（CN-235 MPA）

 墨西哥
- 墨西哥联邦警察 - 2架[33]

 泰國
- 泰国皇家警察 - 1架（CN235-300）

### 民用
阿根廷

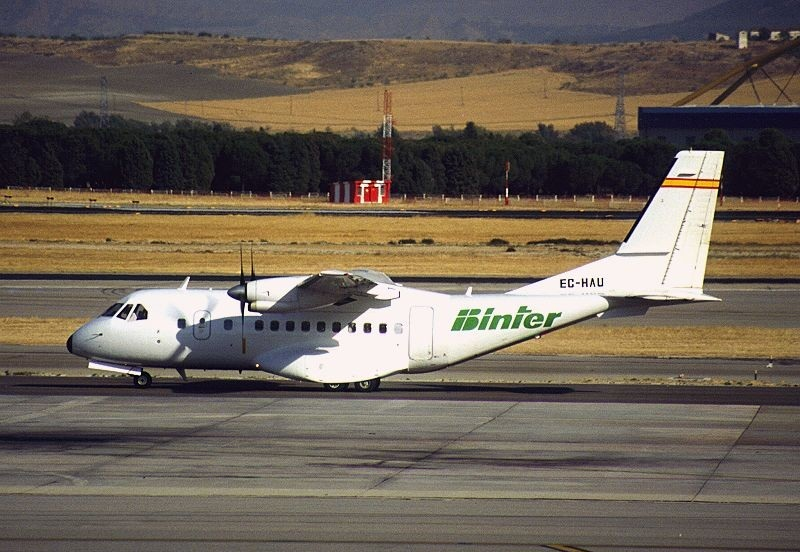
地中海航空的CN-235

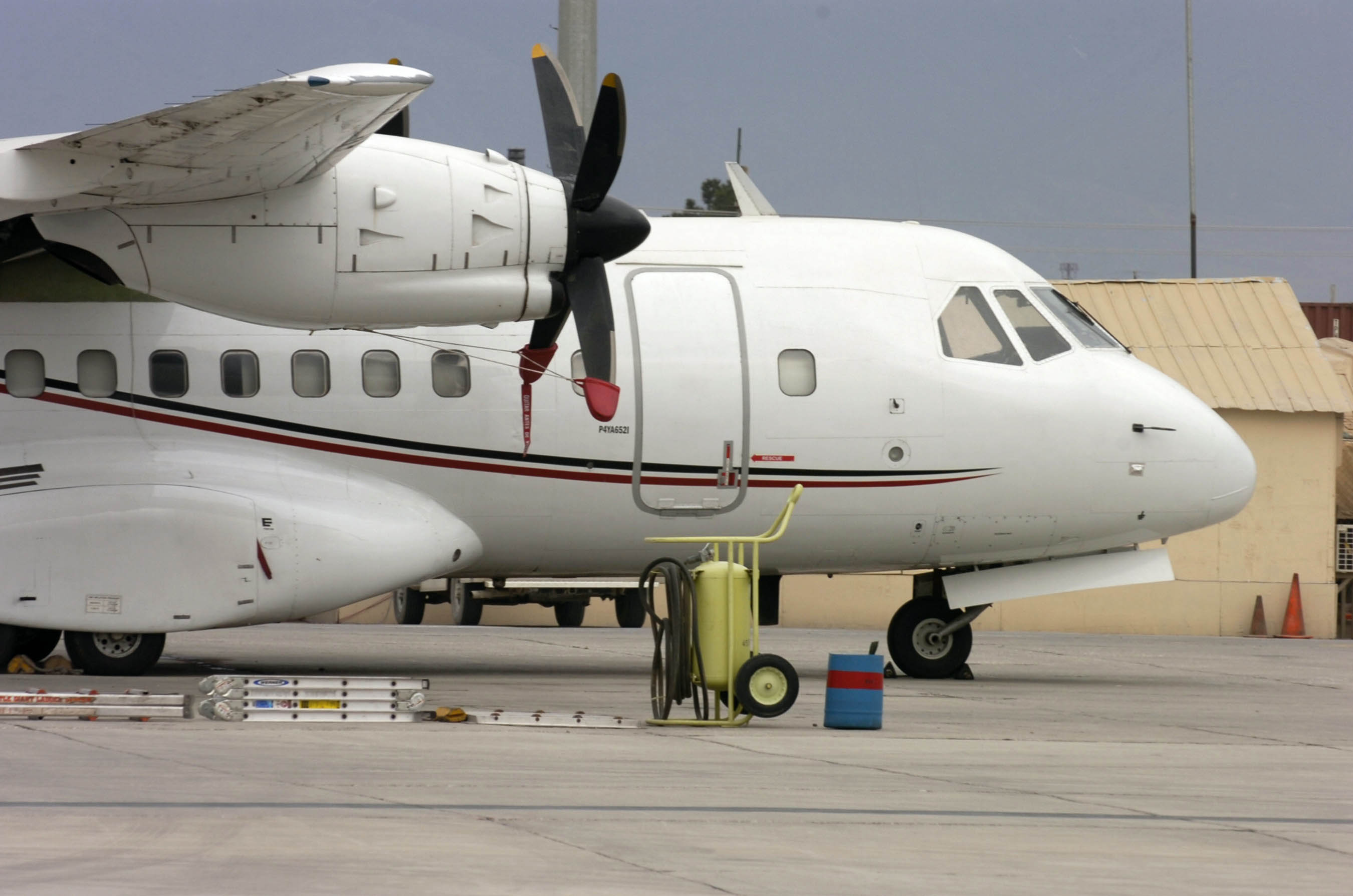
总统航空公司的CN-235，之前属于地中海航空

- 阿根廷航空公司 - 1架，因澳大利亚航空公司的子公司澳大利亚国际航空并入而获得。

 印度尼西亞
- Merpati Nusantara航空 - 曾有15架
- Pelita航空公司 - 2架

 马达加斯加
- Tiko Air - 1架（C012）

 纳米比亚
- 纳米比亚航空 - 1架（2001–2006）

 西班牙
- 加那利航空 - 4架（1989 - 1997）[34]
- 地中海航空 - 5架（1989 - 1997）[34]

 南非
- 萨法航空 - 2架

 美国
- 普雷斯科特支持公司 - 2架（CASA CN-235）
- 国际航空和Flight Turbo AC - 1架
- L-3通信系统 - 收购2架。
- 总统航空公司 - 经营加那利航空之前的1架。

 委內瑞拉
- 委内瑞拉航空 - 2架（1999–2001）

## 参見
- C-295

类似型号
- 运-7
- 安-24
- 安-26
- 安-32
- 伊爾-112
- G.222

## 資料來源
1. ↑  Orders, Deliveries, In Operation Military aircraft by Country – Worldwide （页面存档备份，存于）, Airbus Defence & Space (31 December 2016)
2. ↑  Indonesia-Air Force （页面存档备份，存于）, Andrew Hunt, Airliners.net (Demand Media, Inc.)
3. ↑  . Deagel.com.   [13 June 2016]. （原始内容存档于2016-03-04）.
4. ↑  .   [2017-10-15]. （原始内容存档于2017-02-27）.
5. ↑  .   [5 July 2015]. （原始内容存档于2015-07-15）.
6. ↑  .   [5 July 2015]. （原始内容存档于16 April 2014）.
7. 1 2 3 4 5 6 7 8 9 10 11 12 13 14 15 16 17 18 19 20 21   (PDF). Airbus Space and Defence. Airbus Space and Defence. 31 August 2015  [4 December 2015]. （原始内容 (PDF)存档于2015-11-20）.
8. ↑  Hoyle Flight International 11–17 December 2012, p. 46.
9. 1 2  Hoyle Flight International 11–17 December 2012, p. 47.
10. ↑  Hoyle, Craig. . Flightglobal. 6 June 2012  [9 June 2012]. （原始内容存档于2013-04-19）.
11. ↑  . Airbus Military.   [5 July 2015]. （原始内容存档于2014-04-14）.
12. ↑  Hoyle Flight International 11–17 December 2012, p. 48.
13. 1 2  Hoyle Flight International 11–17 December 2012, p. 49.
14. ↑  Hoyle Flight International 11–17 December 2012, p. 50.
15. ↑  Hoyle Flight International 11–17 December 2012, p. 52.
16. ↑  . Defence Forces Ireland. 2014  [2014-08-25]. （原始内容存档于2014-10-24）.
17. 1 2  Hoyle Flight International 11–17 December 2012, p. 55.
18. ↑  . Janes.com. 2008-12-03  [2011-10-02]. （原始内容存档于2010-06-02）.
19. ↑   (PDF).   [2009-06-20]. （原始内容 (PDF)存档于2009-03-19）.
20. ↑  .   [2017-10-15]. （原始内容存档于2017-10-09）.
21. ↑  John Pike. . Globalsecurity.org.   [2011-10-02]. （原始内容存档于2019-05-02）.
22. ↑  Hoyle Flight International 11–17 December 2012, p. 57.
23. 1 2 3  Jackson 2003, p. 207.
24. ↑  Hoyle Flight International 11–17 December 2012, p. 59.
25. ↑  .   [2017-10-15]. （原始内容存档于2017-10-03）.
26. ↑  Hoyle Flight International 11–17 December 2012, p. 60.
27. ↑  .   [5 July 2015]. （原始内容存档于2018-10-04）.
28. 1 2  Hoyle Flight International 11–17 December 2012, p. 61.
29. ↑  Hoyle Flight International 11–17 December 2012, p. 63.
30. ↑  Hoyle Flight International 11–17 December 2012, p. 64.
31. ↑  Oryx. .   [5 July 2015]. （原始内容存档于2015-07-06）.
32. ↑  .   [5 July 2015]. （原始内容存档于2015-05-02）.
33. ↑  .   [2017-10-15]. （原始内容存档于2011-06-12）.
34. 1 2  这两个公司都是伊比利亚航空公司的子公司。

## 外部連結
- Photo C-295（页面存档备份，存于）